# Église de la Décollation-de-Saint-Jean-Baptiste de Grury
Pour les articles homonymes, voir Église de la Décollation-de-Saint-Jean-Baptiste.
L'église de la Décollation-de-Saint-Jean-Baptiste de Grury est une église située sur le territoire de la commune de Grury, dans le département français de Saône-et-Loire et la région Bourgogne-Franche-Comté.

## Historique
En 1871, on procéda à la démolition de l'ancienne église de Grury, qui était sous le vocable de saint Jean-Baptiste et se situait en contrebas du village, sur la route de Montperroux et de Toulon-sur-Arroux. 
L’église actuelle a été construite à partir de 1879 selon des plans dressés en 1877 par l’architecte autunois Louis Lagoutte, sur un emplacement différent, beaucoup plus « central », offert en donation.
Elle demeura cependant inachevée jusqu’en 1896, année de l'édification du clocher-porche, cette fois d'après des plans dressés en 1895 par l’architecte chalonnais Malo (la réception d’œuvre eut lieu en 1900).

## Architecture
L’église se compose :
- d’une nef de trois travées, flanquée de collatéraux ;
- d’un transept saillant ;
- d’un chœur d’une travée étroite, complété par une courte travée que prolonge l’abside semi-circulaire voûtée d’un cul-de-four bas, décorée d’une arcature absidiale à neuf formes en plein cintre.

## Mobilier
Dans le chœur se trouve un maître-autel baroque, en bois peint et doré.
Une dalle funéraire, au nom de Jean de Bourbon, seigneur de Montperroux, se dresse sous le porche de l’église. Elle a été mise au jour lors de la démolition de l’ancienne église, où elle se trouvait en travers de l’entrée de la porte principale, face contre terre, en remploi de dallage.

## Culte
Édifice consacré du diocèse d'Autun, dédié à la décollation de saint Jean-Baptiste, relevant de la paroisse du Bon-Pasteur (siège à Toulon-sur-Arroux) – qui en est affectataire au titre de la loi de 1905 –, l'église de Grury est, un siècle et demi après sa construction, un lieu de culte catholique.